# Pferdeberg (Thüringer Wald)
Der Pferdeberg ist ein 804,7 m ü. NHN hoher Berg im Ilm-Kreis (Thüringen).

## Lage
Der Pferdeberg befindet sich zwischen Stützerbach und Oehrenstock. Er bildet zusammen mit dem Kienberg (773,8 m ü. NHN) einen vom  Großen Dreiherrnstein (838,2 m ü. NHN) in nordöstlicher Richtung abzweigenden Bergrücken zwischen den Ilm-Zuflüssen Schorte und Schobse.